# Ziekowkiez
Der Ziekowkiez ist ein Wohnquartier in den beiden Berliner Ortsteilen Tegel und Borsigwalde des Bezirks Reinickendorf. Er wird begrenzt von den Straßenzügen Ziekowstraße, Gorkistraße und Altenhofer Weg. In diesem Kiez befinden sich rund 1100 Wohnungen mit etwa 4000 Bewohnern (Stand Ende 2018). Das Wohnungsunternehmen Vonovia plant eine bauliche Erweiterung um etwa 600 Wohnungen bis in die 2020er Jahre und hat dafür zusammen mit dem Bezirksamt die neue Bezeichnung des Kiezes geprägt.

## Geschichte und Perspektive

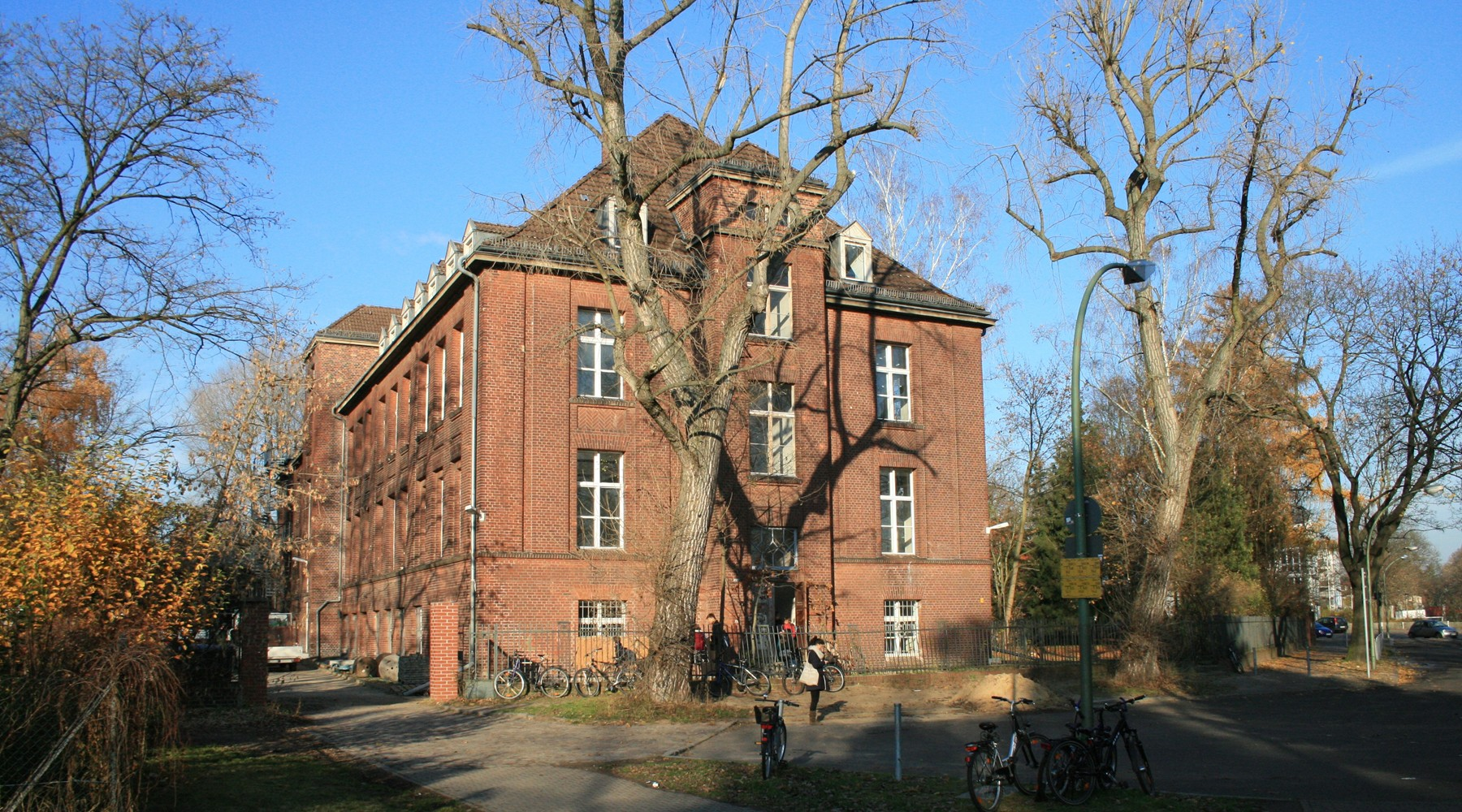
Ehemalige Erziehungsanstalt Grünes Haus,
Ziekowstraße 161–163

Die ersten größeren Wohnhäuser in diesem Stadtviertel entstanden in den 1950er Jahren im Zusammenhang mit dem starken Ausbau von Tegel. Das Gebiet gehörte zum französischen Sektor Berlins und wuchs mit der zunehmenden Bedeutung des Flughafens Tegel. Einzelne Gebäude in dem ehemaligen Berliner Vorort wie das Haus Ziekowstraße 161–163 aus dem Baujahr 1919 oder das Schulgebäude Ziekowstraße 80–88 aus den Jahren 1957/58 stehen inzwischen unter Denkmalschutz. Namensgeber für den Kiez ist die Ziekowstraße.

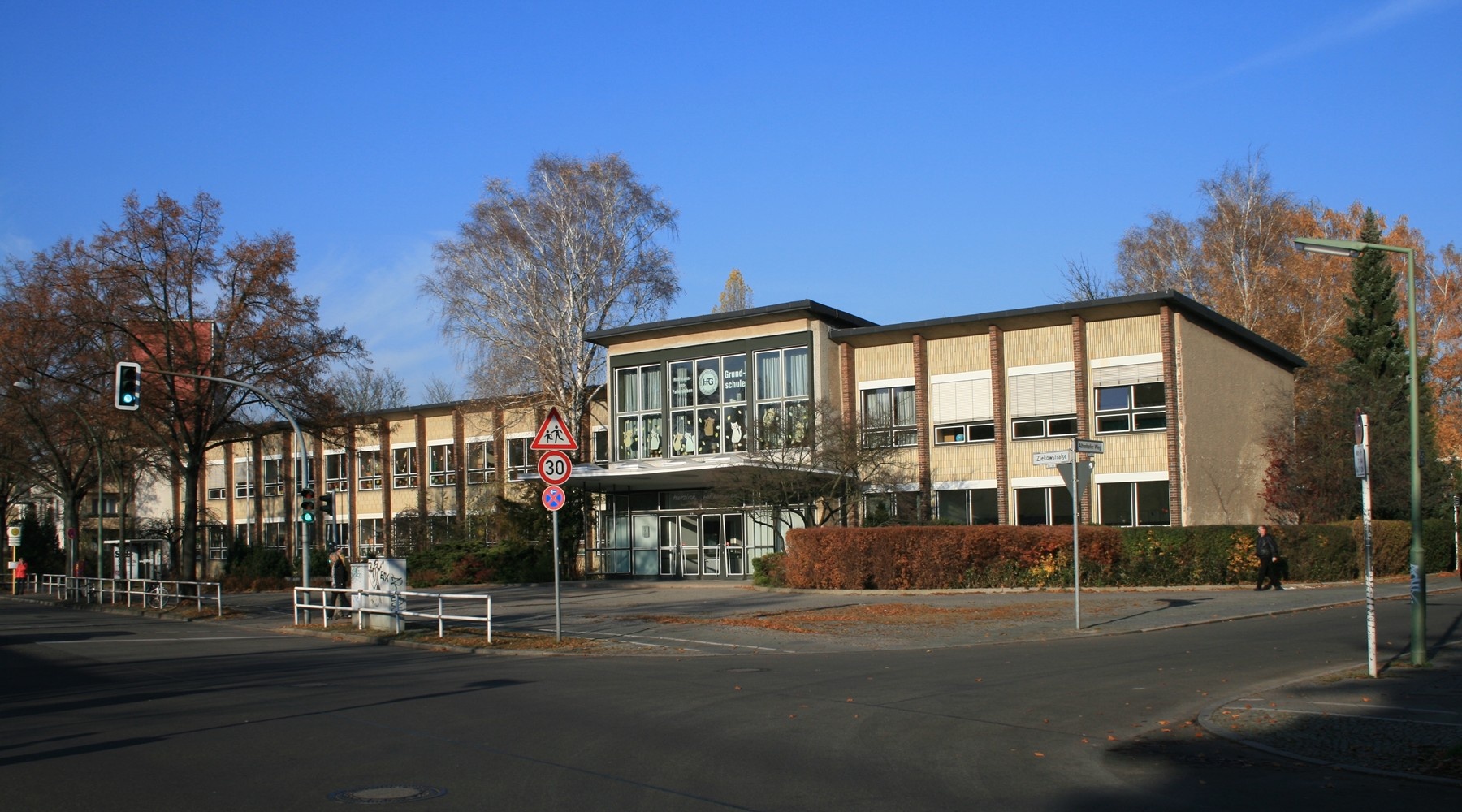
Hoffmann-von Fallersleben-Schule, Ziekowstraße 80–88

In den 1990er Jahren trat die Wohnungsbaugesellschaft Vonovia als Eigentümer der Immobilien auf den Plan. Zusammen mit dem Bezirksamt Reinickendorf wurde ab 2018 ein Bebauungsplan erarbeitet, zu dem das Amt im Frühjahr 2019 einen Aufstellungsbeschluss gefasst hat. Der Plan sieht die Sanierung und die energetische Modernisierung des vorhandenen Wohnungsbestandes vor sowie den Bau von neuen Wohngebäuden, die Platz für rund 600 Mietsparteien bieten soll. Zusätzlich erfolgt eine Verbesserung der Infrastruktur unter anderem durch die Errichtung einer Kita, die Erweiterung der bestehenden Grundschule und die Ansiedlung einer Nahversorgungseinrichtung. Außerdem werden neue Grünanlagen gestaltet und Parkplätze neu geschaffen. Beginn der Erweiterungsarbeiten wird etwa im Jahr 2021 sein, die Baukosten werden mit 150 Millionen Euro geschätzt.